# Q Train 2
대한민국의 힙합 뮤지션 더콰이엇의 정규 앨범들 중 하나인 Q Train 2는 2016년 4월 29일에 발매됐던 정규 앨범으로, 사실상 정규 6집이라고 볼 수 있겠지만, 현재는 공식적으로 정규 7집이 된 앨범이다. 언제부턴가 비정규 앨범이었던 AMBITIQN 믹스테이프를 정규 5집으로 취급하게 되었고, 본래 정규 5집으로 발매되었던 앨범 1 Life 2 Live가 6집이 되면서 6집이던 Q Train 2가 7집이 되어버린 것. 2006년에 발매되었던 정규 2집 Q Train의 후속작을 표방하고 있기에 Q Train과 마찬가지로, 수록곡 대부분이 인스트루멘탈 트랙으로 구성된 프로듀싱 앨범이다.